# Барсуков, Виктор Яковлевич

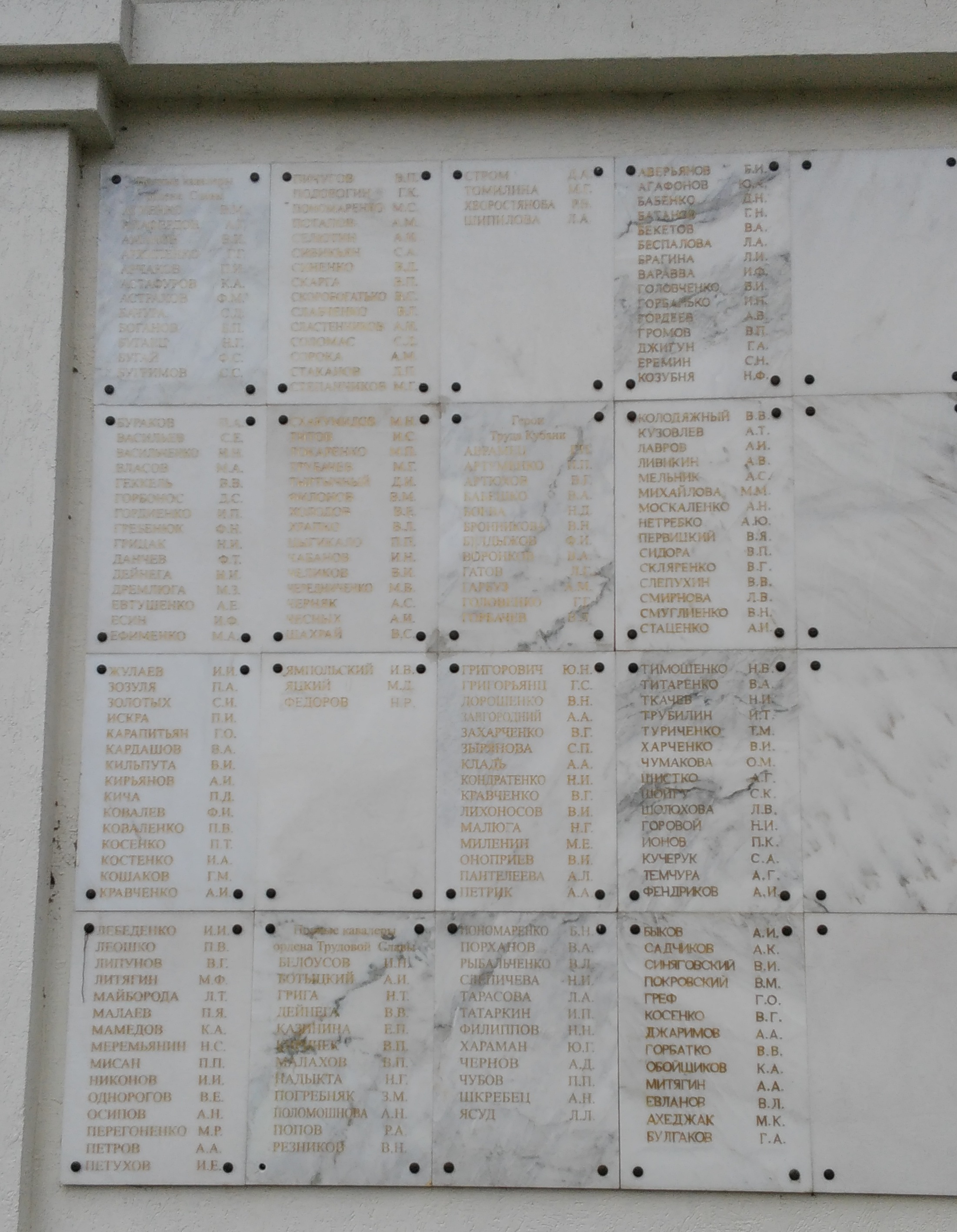
Мемориальная доска с именами полных кавалеров Ордена Трудовой Славы в Краснодаре, 2017

Виктор Яковлевич Барсуков (11.01.1944 — 10.04.2015) — оператор по добыче нефти и газа газопромыслового управления Уренгойского производственного объединения имени Оруджева Министерства газовой промышленности СССР, город Надым Ямало-Ненецкого автономного округа, полный кавалер ордена Трудовой Славы (06.05.1985).

## Биография
Родился 11 января 1944 года в посёлке Хоэ Александровск-Сахалинского района Сахалинской области. Русский. 
Трудовую деятельность начал в 1961 году рабочим в управлении «Краснодарнефтегеофизика» (Краснодарский край). В 1963 году он окончил Краснодарское техническое училище, получив квалификацию «оператор по добыче нефти и газа» и продолжил работать по специальности оператором 3-го разряда на газовом промысле № 2 объединения «Краснодарнефтегаз», осваивавшем Майкопское месторождение.
После прохождения срочной воинской службы в Группе советских войск в Германии (1963–1966, радист) прибыл в Игримское управление по добыче и транспорту газа производственного объединения (в последующем – ВПО) «Тюменгазпром» и продолжил работать оператором по добыче нефти и газа на освоении Берёзово-Игримской группы месторождения. 
Указом Президиума Верховного Совета СССР от 20 февраля 1975 года за высокие достижения в труде при освоении Пунгинского месторождения Барсуков Виктор Яковлевич награждён орденом Трудовой Славы 3-й степени, а Указом от 2 марта 1981 года за многолетнюю безупречную работу в одной организации – орденом 2-й степени. 
В июне 1981 года В. Я. Барсукова направили в производственное объединение «Уренгойгаздобыча» (позже – «Уренгойгазпром», с 2008 года – ООО «Газпром добыча Уренгой»), осваивал Уренгойское нефтегазоконденсатное месторождение оператором 5-го разряда, а с 1987 года – высшего 6-го разряда. Он энергично включился в деятельность по совершенствованию технологических процессов, постоянно демонстрировал незаурядное профессиональное мастерство. Виктор Яковлевич лично участвовал в отработке технологии эксплуатации кустов скважин и составлении технологических инструкций для скважин повышенной производительности, в создании технологии по сокращению отработки скважин на факел перед пуском на установку комплексной подготовки газа (УКПГ), внедрение которой сократило потери газа. Он принимал участие в освоении технологии подготовки газа на многофункциональных аппаратах абсорбционной осушки производительностью 5 миллионов кубометров в сутки, внедрении новой техники на кустах газовых скважин УКПГ-6. 
В. Я. Барсуков предложил мероприятия по изменению конструкции устьев газовых скважин, итогом осуществления которых стала значительная экономия металла и трудовых затрат. С его участием производилась модернизация моноблоков абсорберов УКПГ-6, благодаря которой повысилась эффективность работы сепарационной части абсорберов. Немалая его заслуга была в том, что коллектив оперативно-производственной службы №6, где он трудился, добыл сверх плана за годы 11-й пятилетки (1981–1985) почти 250 миллионов кубометров газа.
Указом Президиума Верховного Совета СССР от 21 февраля 1986 года за успехи, достигнутые в выполнении заданий одиннадцатой пятилетки и социалистических обязательств,  Барсуков Виктор Яковлевич награждён орденом Трудовой Славы 1-й степени. Стал полным кавалером ордена Трудовой Славы.
Почётный работник газовой промышленности (1983).
Лауреат Государственной премии СССР (1990).
Заслуженный работник нефтяной и газовой промышленности Российской Федерации (08.05.1992). 
С 12 марта 1998 года Виктор Яковлевич находился на заслуженном отдыхе.
Жил в городе Владивостоке (Приморский край).
Умер 10 апреля 2015 года.

## Награды и звания
Награждена орденами Трудовой Славы 1-й, 2-й, 3-й степеней:3 ст. 20.02.1975 № 123317
2 ст. 02.03.1981 № 11876
1 ст. 21.02.1986 № 201
- медалями вт.ч.:медали Выставки достижений народного хозяйства (ВДНХ) СССР, бронзовая медаль  ВДНХ СССР (1986)

## Память
- В Краснодаре установлена Мемориальная доска с именами полных кавалеров Ордена Трудовой Славы